# Teleregione (Sardegna)
Teleregione è stata una emittente televisiva della Sardegna a diffusione regionale. Trasmetteva la propria programmazione dalla città di Olbia; lanciata nel 1978, cessò una prima volta le trasmissioni nel 2006 per fare spazio a La3; ripartita nel 2009, chiuse definitivamente nell'estate 2015.
Non ha invece alcun legame con l'emittente corregionale Teleregione Live, fondata nel 2020 con denominazione Gallura Live e rinominata nel 2021.

## Storia
Teleregione Sarda è il nome inizialmente assunto, fin dalla sua fondazione (1978), da quella che fu Cinquestelle Sardegna fino alla sua chiusura, avvenuta per dichiarato fallimento il 20 maggio 2018.
Dopo anni di consolidamento nel panorama televisivo isolano, mediante ulteriori e successive acquisizioni e nuove accensioni di frequenze, l'editore di Teleregione Gianni Iervolino (1945-2021) affiancò ad essa altre due emittenti a copertura regionale nuove di zecca, Univideo e Odeon Tv (nulla a che vedere con l'omonimo network nazionale), con l'intenzione di creare un polo televisivo del nord della Sardegna come risposta a quello dell'editore Grauso (con base a Cagliari).
La storia dell'attuale Teleregione inizia dal marzo 1994, quando la "sorella maggiore" delle tre tv del gruppo prese il nome della sindycation cui apparteneva, diventando Cinquestelle Sardegna; la sorella Univideo fu quindi rinominata Teleregione (e Odeon Tv divenne Univideo, cessando poi le trasmissioni nell'agosto 1994) e divenne la seconda rete del gruppo.
Il palinsesto era impegnato, inizialmente, dalle videopagine di annunci "Videogiornale" col sottofondo di Radio Internazionale, varie edizioni del telegiornale (solo i servizi), ma anche dalla ritrasmissione (dal 29 settembre 1994 al 21 giugno 1995) della versione europea dell'emittente musicale statunitense Mtv per 6 ore al giorno. L'anno prima, nel 1994, l'emittente sarda ottenne dal Ministero delle telecomunicazioni la concessione per trasmettere.
Dal 1994 al 31 dicembre 1999 Teleregione fece parte del circuito SuperSix, dal 1º gennaio 2000 passò invece al circuito Europa7.
Nel frattempo, alcune fasce orarie in precedenza destinate alla ritrasmissione di Mtv, furono destinate (fino ai primi anni 2000) a The Box, emittente musicale che trasmetteva video a richiesta.
Dai primi anni 2000 Teleregione, oltre a trasmettere televendite, telegiornali, videopagine di annunci e qualche replica della sorella maggiore Cinquestelle Sardegna, entrò a far parte della syndication Odeon TV. 
A fine gennaio 2004 l'editore Iervolino cedette a Telecom Italia (per estendere la copertura nazionale sia di LA7 che dell'allora primo multiplex DVB-T TIMB, oggi TIMB2) la rete delle 19 frequenze appartenuta a Teleregione, così quest'ultima continuò a trasmettere sulla rete ex Univideo (la terza rete del gruppo, già spenta dal 1994 ma mai dismessa) per un altro anno e mezzo, fino alla sua prima chiusura avvenuta nel giugno 2006 con la cessione delle frequenze residuali a La3 per la creazione di un multiplex in DVB-H.

### La prima rinascita dell'emittente
Con il passaggio al digitale terrestre, che in Sardegna è avvenuto a ottobre del 2008, il gruppo di Cinquestelle Sardegna (Tesar S.r.l.), guidato da Gianni Iervolino, ha deciso di far rinascere lo storico canale sardo. Il 7 gennaio 2009 sul canale 4 del Mux di Cinquestelle Sardegna, è stato attivato il canale test di Teleregione, mentre il 9 febbraio dello stesso anno sono riprese le trasmissioni di Teleregione, con una serata live dalla discoteca Blustar di Ossi, alla quale hanno partecipato i principali musicisti e intrattenitori sardi.
La direzione di questa nuova emittente venne affidata inizialmente al conduttore e produttore televisivo Paul Dessanti.
La programmazione iniziale del nuovo corso di Teleregione fu perlopiù generalista, orientata verso la cultura, l'arte e lo spettacolo in Sardegna; tuttavia a partire dal 2012, in seguito alla crisi del gruppo editoriale guidato da Gianni Iervolino, l'emittente ridusse all'osso le sue trasmissioni, alternando televendite alle repliche dei programmi di Cinquestelle Sardegna (emittente principale del gruppo) finché nel 2015, con la chiusura del multiplex a livello regionale, l'emittente cessò definitivamente di esistere
Il nome "Teleregione" riappare nel panorama televisivo sardo nel 2021 allorché l'emittente Gallura Live (nata nel 2020) cambiò denominazione in Teleregione Live. Essa si avvale della collaborazione di alcuni ex dipendenti e redattori della fallita emittente, ma senza alcun legame effettivo con essa.